# Marte Høie Gjefsen
Marte Høie Gjefsen (Lillehammer, 6 maart 1989) is een Noorse freestyleskiester. Ze vertegenwoordigde haar vaderland op de Olympische Winterspelen 2010 in Vancouver en op de Olympische Winterspelen 2014 in Sotsji.

## Carrière
Bij haar wereldbekerdebuut, in februari 2009 in Voss, scoorde Gjefsen direct wereldbekerpunten. Op 13 januari 2010 behaalde ze in Alpe d'Huez haar eerste toptienklassering in een wereldbekerdwedstrijd. Een week later boekte de Noorse in Blue Mountain haar eerste wereldbekerzege. Tijdens de Olympische Winterspelen van 2010 in Vancouver eindigde Gjefsen als elfde op de skicross.
Op de wereldkampioenschappen freestyleskiën 2011 in Deer Valley eindigde de Noorse als achtste op het onderdeel skicross. Tijdens de Winter X Games XVI in Aspen won Gjefsen goud op de skicross. In Voss nam de Noorse deel aan de wereldkampioenschappen freestyleskiën 2013. Op dit toernooi eindigde ze als elfde op het onderdeel skicross. Tijdens de Olympische Winterspelen van 2014 in Sotsji eindigde Gjefsen als zeventiende op de skicross.
Op de wereldkampioenschappen freestyleskiën 2015 in Kreischberg eindigde de Noorse als dertiende op het onderdeel skicross. In de Spaanse Sierra Nevada nam ze deel aan de wereldkampioenschappen freestyleskiën 2017. Op dit toernooi eindigde ze als negende op het onderdeel skicross.

## Resultaten

### Olympische Spelen
| Jaar | Plaats    | Resultaten   |
| ---- | --------- | ------------ |
| 2010 | Vancouver | 11e Skicross |
| 2014 | Sotsji    | 17e Skicross |

### Wereldkampioenschappen
| Jaar | Plaats        | Resultaten   |
| ---- | ------------- | ------------ |
| 2011 | Deer Valley   | 8e Skicross  |
| 2013 | Voss          | 11e Skicross |
| 2015 | Kreischberg   | 13e Skicross |
| 2017 | Sierra Nevada | 9e Skicross  |

### Wereldbeker
Eindklasseringen
| Seizoen   | Algm | SX  |
| --------- | ---- | --- |
| 2008/2009 | 114e | 34e |
| 2009/2010 | 17e  | 5e  |
| 2010/2011 | 22e  | 8e  |
| 2011/2012 | 43e  | 14e |
| 2012/2013 | 29e  | 6e  |
| 2013/2014 | 25e  | 7e  |
| 2014/2015 | 26e  | 7e  |
| 2015/2016 | 45e  | 9e  |
| 2016/2017 | 26e  | 6e  |
| 2017/2018 | 218e | 45e |

Wereldbekerzeges
| Datum           | Plaats        | Onderdeel |
| --------------- | ------------- | --------- |
| 20 januari 2010 | Blue Mountain | Skicross  |
| 3 maart 2011    | Grindelwald   | Skicross  |
| 7 maart 2014    | Arosa         | Skicross  |